# Aleš Škerle
Aleš Škerle (Třebíč, 14 giugno 1982) è un ex calciatore ceco, di ruolo difensore.

## Palmarès

### Club

#### Competizioni nazionali
- Coppa della Repubblica Ceca: 1

Sigma Olomouc: 2011-2012